# Мазунино (Пермский край)
Мазунино — село в Пермском крае России. 
Входит в Кунгурский район в рамках административно-территориального устройства и в Кунгурский муниципальный округ в рамках организации местного самоуправления.

## География
Село находится в западной части Кунгурского района примерно в 28 километрах от Кунгура по прямой на запад-юго-запад.

## История
Село известно с 1719 года как деревня Мазунина, основано предположительно выходцами из деревни Мазунина Осинской округи. Село с 1836 года. В период 1930—1980-х годов существовали колхозы «12-й Октябрь», им. Маленкова, совхоз «Ленинский». 
До 2004 года село было центром сельсовета, а с 2004 до 2020 гг. — административным центром Мазунинского сельского поселения Кунгурского муниципального района.

## Население
Постоянное население составляло 619 человек в 2002 году (98% русские), 597 человек в 2010 году.

## Инфраструктура
В селе имеются отделение связи, основная школа, дом культуры. Отделение ООО совхоза «Ленинский».

## Климат
Климат умеренно-континентальный с продолжительной снежной зимой и коротким, умеренно-тёплым летом. Средняя температура июля составляет +17,8 0С, января −15,6 0С. Среднегодовая температура воздуха составляет +1,3°С. Средняя продолжительность периода с отрицательными температурами составляет 168 дней и продолжительность безморозного периода 113 дней. Среднее годовое количество осадков составляет 539 мм.